# Chaetodipus
Los ratones de abazones o ratones de bolsas (Chaetodipus) son un género de roedores heterómidos. Se les llama así debido a las grandes cavidades que tienen en las mejillas, en las que almacenan y transportan su alimento. Los nombres comunes son compartidos con los roedores del género relacionado Perognathus.

## Características
Los miembros del género tienen cuerpo largo (así como cabeza larga), que va desde los 8 hasta los 12,5 cm, y pesan entre 15 y 47 g (Nowak, 1999). A diferencia de los roedores del género Perognathus, la mayoría de las especies de Chaetodipus tienen un pelaje áspero, que casi llega a ser espinoso. Tienden a vivir en hábitats áridos, donde se alimentan de semillas, hierba e insectos (Nowak, 1999). Las hembras dan a luz a una camada de 2 a 9 crías después de un periodo gestacional de casi un mes. El periodo de vida más prolongado que se haya registrado dentro del género es de 8 años y 4 meses (Nowak, 1999).

## Especies
Pertenecen a este género las siguientes especies:
- Chaetodipus arenarius - ratón de abazones pequeño del desierto.
- Chaetodipus artus - ratón de abazones de cráneo angosto.
- Chaetodipus baileyi - ratón de abazones de Bailey.
- Chaetodipus californicus - ratón de abazones de California.
- Chaetodipus dalquesti - ratón de abazones de Dalquest.
- Chaetodipus eremicus - ratón de abazones de Chihuahua.
- Chaetodipus fallax - ratón de abazones de San Diego.
- Chaetodipus formosus - ratón de abazones de cola larga.
- Chaetodipus goldmani - ratón de abazones de Goldman.
- Chaetodipus hispidus - ratón de abazones hirsuto.
- Chaetodipus intermedius - ratón de abazones de las rocas.
- Chaetodipus lineatus - ratón de abazones de líneas.
- Chaetodipus nelsoni - ratón de abazones de Nelson.
- Chaetodipus penicillatus - ratón de abazones del desierto.
- Chaetodipus pernix - ratón de abazones de Sinaloa.
- Chaetodipus rudinoris - ratón de abazones de Baja California.
- Chaetodipus spinatus - ratón de abazones espinoso.

A veces, algunos miembros de Chaetodipus son clasificados dentro del género Perognathus.